# Comune di Qaqortoq

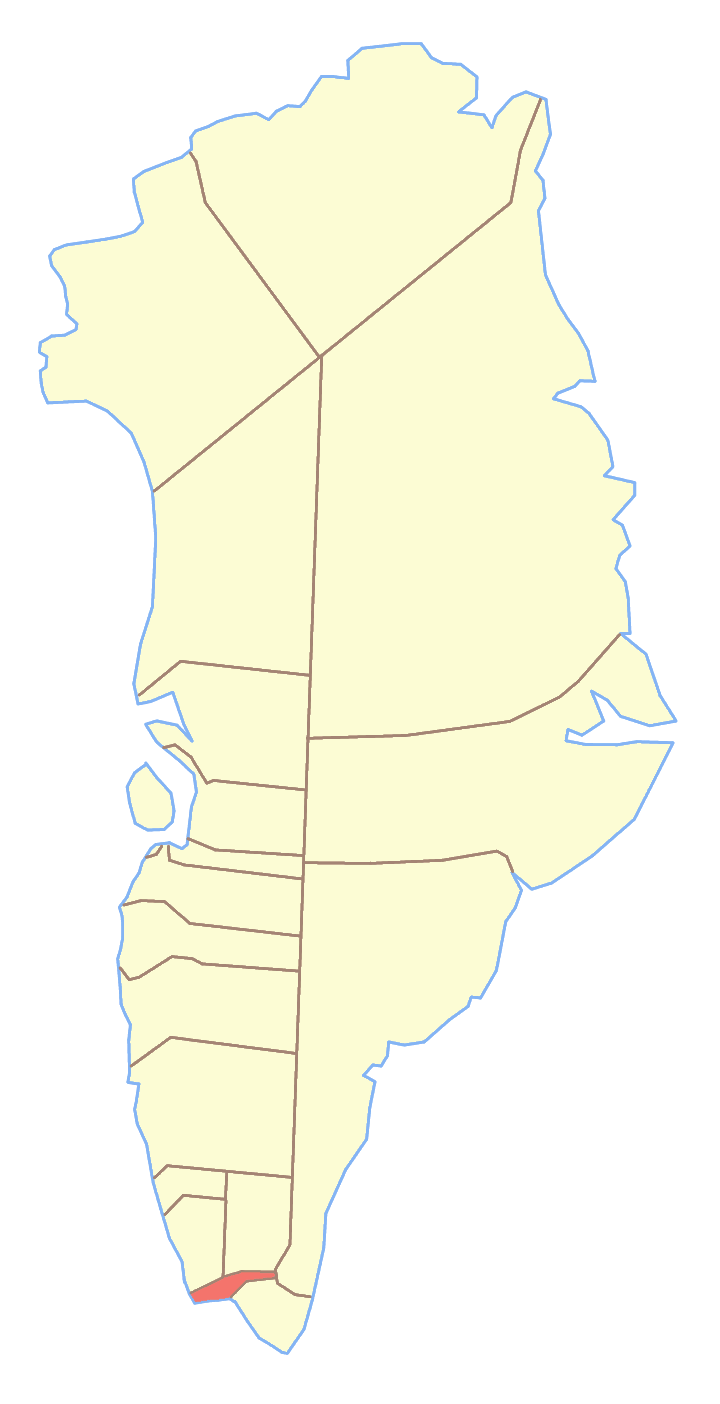
Il comune di Qaqortoq nell'ambito della vecchia suddivisione

Il comune di Qaqortoq (groenlandese: Qaqortup Kommunia; danese: Qaqortoq Kommune) fu un comune della Groenlandia dal 1950 al 2008. La sua superficie era di 4.100 km² e la sua popolazione era di 3.418 abitanti (1º gennaio 2005); si trovava nella contea di Kitaa (Groenlandia Occidentale) e il suo capoluogo era Qaqortoq.
Il comune fu istituito il 18 novembre 1950, e cessò di esistere il 1º gennaio 2009 dopo la riforma che rivoluzionò il sistema di suddivisione interna della Groenlandia; il comune si fuse insieme ad altri due (Nanortalik e Narsaq) a formare l'attuale comune di Kujalleq.
Oltre al capoluogo, altri villaggi si trovavano all'interno di questo comune: Eqalugaarsuit, Eqaluit, Eqaluit Akia, Illorsuit, Isortoq, Kangerluarsorujuk, Kangerluarsorujuup Qinngua, Kingittoq, Qanisartuut, Qaqortokolook, Qassimiut, Saarloq, Saqqamiut, Tasilikulooq, Tasiluk e Upernaviarsuk.